# Stemmiulidae
Stemmiulidae – rodzina wijów z gromady dwuparców
i nadrzędu Nematophora. Jedyna z monotypowego rzędu Stemmiulida. Obejmuje ponad 150 opisanych gatunków.

## Opis
Dorosłe formy tych dwuparców osiągają do 50 mm długości spłaszczonego bocznie ciała i mają ponad 30 pierścieni zagłowowych. Oczy proste są u nich duże, obecne w liczbie 1 lub 2 par. Narządy Tömösváry’ego nie występują. Narządy gębowe cechuje dymorfizm płciowy w budowie gnathochilarium. Przez środek tergitów biegnie podłużna bruzda grzbietowa. U samców odnóża drugiej pary są silnie zmodyfikowane, ósmej pary przekształcone w gonopody, a dziewiątej pary zredukowane. U samic charakterystyczna jest obecność pary przyśrodkowych zbiorników nasiennych, oddzielonych od otworów płciowych. Telson wyposażony jest w gruczoły przędne, brak natomiast u nich ozoporów. Krocionogi te potrafią się zwinnie poruszać, a niektóre gatunki w razie zagrożenia mogą się ratować skacząc.

## Biologia i występowanie
Takson pantropikalny o pochodzeniu gondwańskim. W krainie neotropikalnej występują od meksykańskiego stanu Veracruz i Kuby na północy przez Karaiby i Amerykę Centralną po amazońską część Ekwadoru, Peru i Brazylii. W krainie etiopskiej rozprzestrzenione są w pasie od Senegalu na zachodzie po Kenię, Tanzanię i północne Malawi na wschodzie. W Azji znane są z Indii, Sri Lanki, Wietnamu i Indonezji. Zamieszkują także Papuę-Nową Gwineę.

## Systematyka
Rodzinę wprowadził w 1894 Reginald Innes Pocock, a rząd w 1985 Orator Fuller Cook. Według analiz Enghoffa z 1984 oraz morfologicznej Regiera i innych z 2005 Stemmiulida zajmują pozycję siostrzaną względem kladu obejmującego Chordeumatida i Callipodida, natomiast analiza nukleotydów metodą bayesowską z 2005 wskazywała, że stanowią klad bazalny w obrębie Helminthomorpha. W zapisie kopalnym znane są od miocenu.
Do 2011 roku opisano 155 gatunków. Klasyfikuje się je w rodzajach:
- Diopsiulus Silvestri, 1897
- Eostemmiulus Mauriès, Golovatch & Geoffroy, 2010
- Nethoiulus Brölemann, 1920
- †Parastemmiulus Riquelme et al, 2013
- Prostemmiulus Silvestri, 1916
- Scoliogmus Loomis, 1941
- Stemmiulus Gervais, 1844